# STS-107
是美国国家航空航天局使用哥倫比亞號太空梭进行的一次航天飞机任务，于2003年1月16日发射。七名参加任务的宇航员因航天飞机于2003年2月1日返回大气层时解体而牺牲。事故的原因为发射时掉落的一块隔熱泡棉损坏了航天飞机的防热系统，致使炙热空气在冲入左机翼的同时还可能涌进了机轮所在的起落架舱，并由此造成了机毁人亡的悲剧。

## 任务成员
- 里克·赫斯本德（Rick Husband，曾执行以及任务），指令长
- 威廉·麦库尔（William McCool，曾执行任务），飞行员
- 大卫·布朗（David Brown，曾执行任务），任务专家
- 卡尔帕娜·乔拉（Kalpana Chawla，曾执行以及任务），任务专家
- 迈克尔·安德森（Michael P. Anderson，曾执行以及任务），有效载荷指令长
- 劳雷尔·克拉克（Laurel Clark，曾执行任务），任务专家
- 伊兰·拉蒙（Ilan Ramon，以色列宇航员，曾执行任务），有效载荷专家

## 任务介绍
哥伦比亚号航天飞机于1981年4月12日首次发射，是美国最老的航天飞机。STS-107任务是其第28次飞行，这也是美国航天飞机史上的第113次飞行。

## 相關條目

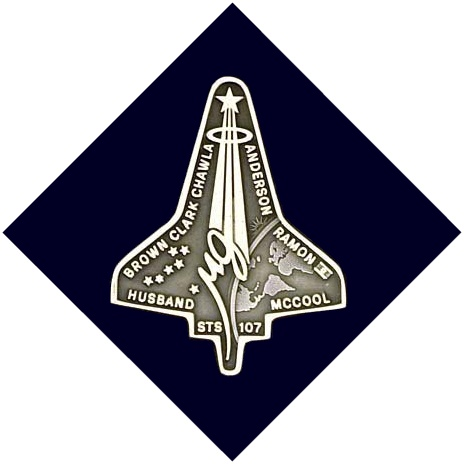
STS-107 Robbins Medallion